# Представник ОБСЄ з питань свободи ЗМІ
Представник ОБСЄ з питань свободи ЗМІ (англ. OSCE Representative on Freedom of the Media) — чиновник ОБСЄ, який контролює дотримання державами-учасницями їхніх зобов'язань щодо свободи висловлення поглядів та свободи засобів масової інформації.
Посада запроваджена у 1997 році. Згідно із мандатом, Представник «спостерігає за розвитком ситуації у сфері медіа в державах-учасницях і закликає до повного дотримання принципів і зобов'язань Організації, що стосуються свободи висловлення поглядів та свободи ЗМІ».
Бюро Представника знаходиться у Відні, Австрія.

## Функції
Представник та його Офіс виконують наступні функції:
- декриміналізація дифамації (англ. Decriminalization of defamation) - журналістів не мають переслідувати правоохоронні структури за їхню роботу[3];
- сприяння країнам у переході на цифрове мовлення (англ. Digital switchover) - допомога у трансформації аналогового мовлення у цифрове[4];
- боротьба із «мовою ненависті» (англ. Hate speech) - протидія розповсюдженню висловлень, що спонукають до насильства[5];
- забезпечення свободи інтернет-медіа (англ. Media freedom on the Internet) - проведення досліджень, правового аналізу, втручання за дипломатичними каналами[6];
- розробка та аналіз законодавства у сфері ЗМІ (англ. Media laws)[7]
- плюралізм медіа (англ. Media pluralism) - Представник висловлюється проти спроб обмежити плюралізм в мовних, друкованих та онлайн медіа[8];
- саморегулювання ЗМІ (англ. Media self-regulation) - допомагає медіа створювати й розвивати механізми саморегулювання, незалежні від державного контролю[9];
- безпека журналістів (англ. Safety of journalists) - Представник проводить моніторинг безпеки журналістів, особливо, випадків, пов'язаних з фізичним насильством, позбавленням волі та переслідуванням[10].

## Представники ОБСЄ з питань свободи ЗМІ
- Дуве, Фраймут[en] (1998—2004)
- Гарасті, Міклош (2004—2010)
- Міятович, Дуня (2010—2017)
- Дезір, Арлем (2017—2020)
- Тереза Рібейро[it] (з грудня 2020 р.)

Термін повноважень Дезіра закінчився 18 липня і ОБСЄ почало пошуки нового Представника, оскільки Азербайджан та Таджикистан (країни, які мають одні з найгірших показників свободи ЗМІ в регіоні ОБСЄ) заблокували призначення Арлема Дезіра на другий трирічний термін. 
З 4 грудня 2020 року Представницею ОБСЄ з питань свободи ЗМІ була призначена представниця Португалії Тереза Рібейру. До цього призначення Рібейру була державним секретарем з іноземних справ та співробітництва МЗС Португалії та одночасно керівницею Національної комісії з прав людини.